# Свинёнки
Свинёнки — деревня в Серпуховском районе Московской области. Входит в состав Данковского сельского поселения (до 29 ноября 2006 года входила в состав Туровского сельского округа).

## Население
| 2002 | 2006 | 2010 |
| ---- | ---- | ---- |
| 13   | ↘6   | ↘4   |

## География
Свинёнки расположены примерно в 26 км (по шоссе) на восток от Серпухова, на левом берегу реки Лопасня, высота центра деревни над уровнем моря — 132 м. Свинёнки связаны автобусным сообщением с райцентром и соседними населёнными пунктами.